# Parc quasi national de Hayachine
Le parc quasi national de Hayachine (早池峰国定公園, Hayachine Kokutei Kōen) est un parc quasi national situé dans la préfecture d'Iwate au Japon. Créé le 10 juin 1982, il s'étend sur 54,63 km2.